# イタリアントマト
株式会社イタリアントマト（英: Italian Tomato Co., Ltd.）は、イタリア料理を主に全国にレストランやカフェのフランチャイズ事業を行う株式会社。1980年代以降「イタトマ」の愛称で呼ばれる。

## 概要
1978年に株式会社ワールドグローリーが「イタリアントマト」を創業。同年6月に国鉄八王子駅前に1号店をオープンした。1981年にはフランチャイズ展開を開始。1984年の時点で商標権は丸紅テックスが有しており、プラチナ万年筆が丸紅テックスとライセンス契約を結び、イタリアントマトのシンボルマークであるハート形の赤いトマトを入れた文具用品を販売していた。
1986年1月、ナムコがワールドグローリーのイタリアントマト事業を買収。1987年4月に法人化した。
ナムコとバンダイの経営統合により、持株の一部（10万7000株、発行済み株式総数26.6%）をキーコーヒーに売却した。そのため、キーコーヒーの連結子会社かつバンダイナムコホールディングスの持分法適用会社となっている。
ナムコ時代は、ナムコの中間期決算の株主優待としてイタリアントマトの商品券が送られたこともあった。また、二子玉川に期間限定で開業していたテーマパーク「ナムコ・ワンダーエッグ」の正面入口横にも店舗を構えていた。
店名は「イタリアン」であるが、アメリカ式のボリュームのある大きなケーキが人気を博して若い女性を中心に流行し、1980年代には一世を風靡した。フードメニューはパスタが中心である。
2000年代から2010年代にかけては、廉価なカフェチェーンとの競合が激化し、国内では約100店舗ほどが姿を消した。2018年時点では国内218店、海外44店の計262店となっている。
ケーキは自社製造で、東京工場は八王子市七国のみなみ野シティ（八王子ニュータウン）内にある。2015年11月には工場直売店「東京工場グランデ」がオープンした。
2024年1月、事業構造改革の一環として、キーコーヒーはバンダイナムコホールディングスから取得した株式を含む全株式を日本共創プラットフォームに売却することを同月10日に発表した。同年10月10日、日本共創プラットフォームへの譲渡を中止した。

## 沿革
- 1978年6月 - ワールドグローリーが「イタリアントマト」創業。国鉄八王子駅前に1号店オープン[2]。
- 1983年4月27日 - 北海道1号店のヨークマツザカヤ札幌店を葉山グリーンテニスクラブによるフランチャイズ方式でオープン[13]。
- 1986年1月 - ナムコがワールドグローリーから「イタリアントマト」買収[5]。
- 1987年4月1日 - 株式会社イタリアントマトとして現法人設立[6]。
- 1988年
  - 11月1日 - 香川県高松市の三越高松店内ににケーキショップ形態の四国1号店(同県観音寺市の藤井商店によるフランチャイズ)をオープン[14]。
  - 11月6日 - 香川県高松市丸亀町の商店街にレストラン形態の四国1号店(同県観音寺市の藤井商店によるフランチャイズ)をオープン[14]。
  - 11月 - 香港に進出し1号店をジャスコ香港店内にオープン[15]。
- 1992年9月1日 - 同年8月に玉子屋と共同出資にて設立したティーアンドイーによる弁当給食事業に進出[16]。
- 1993年9月 - シンガポールに進出し、1号店をシンガポール高島屋内にオープン[17]。
- 1995年6月 - キーコーヒーとの共同出資によりアイアンドケイを設立し、「イタリアン・トマト カフェ ジュニア」の共同展開を開始[18]。
- 1999年 - アメリカ合衆国に進出し、1号店をヤオハンUSAトーランス店(業態はイタリアントマトカフェ)にオープン[19]。
- 2000年3月1日 - 台湾に進出し、1号店の台北天母中山北路六段店(業態はイタリアントマト、カフェジュニア、ケーキショップの3店)をオープン[20]。
- 2002年9月1日 - キーコーヒーとの共同出資会社であるアイアンドケイをイタリアントマトが吸収合併した[21]。
- 2005年
  - 4月15日 - ナムコが保有していたイタリアントマトの株式をキーコーヒーに譲渡し、同社の連結子会社となる[22]。
  - 9月 - 中国に進出し、上海に1号店をオープン[23]。
- 2009年12月 - 夢見屋(和風カフェ)のタイと香港の1号店をそれぞれオープン[24]。
- 2024年
  - 1月31日 - 日本共創プラットフォームがキーコーヒー保有分の株式（バンダイナムコホールディングスから取得した株式を含む）を取得し、買収予定[10][11]。
  - 10月10日 - 日本共創プラットフォームへの譲渡を中止[12]。

## 業態
- イタリアン・トマトCafe Jr. - 主力のカフェ事業。ケーキ、パスタ、ドリンクを提供
- イタリアン・トマト ケーキショップ - ケーキテイクアウト専門店
- Fari beaurre（ファリ・ブゥール）- タルト・キッシュの店
- イタリアン食堂 IL VIGORE（イル・ヴィゴーレ） - ピッツァ・ワイン・コーヒーの店。2009年9月展開開始[25]。
- Caffe Superiore（カフェ・スペリオーレ）- 窯焼きピッツァ・パスタの店
- 和茶房 鎌倉 さくら夢見屋 - 和カフェ・和スイーツの店。
- 自家焙煎珈琲 蔵味（くらみ）
- シモキタザワテラス PANES HOUSE - サンドイッチとワインビストロの店。
- アニON STATION - バンダイナムコグループが契約している外部版権アニメとのタイアップメニューのみを扱う。バンダイナムコアミューズメントとの合弁事業。

### 過去の業態
- イタリアン・トマト - カジュアルレストラン、ケーキショップ。かつての主力事業
- イタリアン・トマトCafe Jr.plus
- イタリアン・トマトCafe Jr.Bakery - ベーカリーカフェ
- チップス - 1984年よりナムコが運営していたファミリーレストラン[6]。イタリアントマト法人化と同時に同社に事業を移管[6]。移管時点で千葉県と大阪府・吹田市に店舗を構えていた[6]。
- TOCCO CAFE(トッコカフェ) - 1991年3月よりイタリアントマトが運営していたカジュアルレストラン[26]。20代後半から30代前半をターゲットとしたやや高級レストランでアルコール類やアンティパスタを販売していた[26]。同年3月末1号店を東京都六本木にオープン[26]。
- すしの磯勘 - 1993年よりイタリアントマトが運営していた寿司の食べ放題店[27]。同年4月26日に1号店を東京都六本木にオープン[27]。
- カフェヴィゴーレ - 2009年よりイタリアントマトが運営していた野菜ジュースカフェ[28]。同年東京都豊島区の池袋メトロポリタン内に1号店をオープン[28]。
- シーサイド ichiba - 2010年よりイタリアントマトが運営していたブュッフェレストラン。同年9月6日に東京都品川区の品川シーサイドフォレストオーパルガーデン内にオープン[29]。

## ナムコのゲーム内広告
ナムコの子会社であることをアピールするため、ゲーム作品にイタリアントマトの名称・シンボルマーク・ロゴタイプ（いわゆるゲーム内広告）が度々無許諾で登場することがあった。持分法適用会社以降は、ゲーム関係における商標権が無いことを逆手に取り、ナムコ系統（旧ナムコレーベル）の作品を中心に名称のみが登場する。
- プロ野球ワールドスタジアム（アーケード版） - 試合終了後に出てくる日刊ナムコスポーツにイタリアントマトの広告欄が掲載。
- リッジレーサー - ゲーム内のコースのそばにイタリアントマトの立て看板・デジタルサイネージが有る。
- ファミスタシリーズ - 野球場の広告看板での利用が主だが、『ファミスタ64』などにおける極一部のシリーズ作品は、ナムコスターズの選手における登録名として「イタトマ」が登場する。
- カイの冒険 - スペシャルステージにおけるサブキャラクター「イシター」の雑談メッセージの中に会社の名前が登場する。
- マッピーランド - 見た目こそまんまトマトだが、「イタリアントマト」というアイテム名としてセブンスアベニューに登場する。敵を倒す能力は無いが、永久パターン防止敵キャラであるご先祖様を除く敵が気絶状態となるため実質的に一定時間無敵状態となる。ワールドを問わず位置は常に固定で1回のみ使用可能。当初はアイテム名も「トマト」にする予定だったが、子会社入りした後にナムコの意向で改名した。
- ワギャンランドシリーズ - ボス戦や対戦プレイのミニゲームでイラストしりとりがあり、トマト絵の裏読みパターンに企業・店舗名である「イタリアントマト」がある。名称のみのため、バンダイナムコゲームスから発売されたシリーズ作品にも持続される。
- ゲームセンターCX 有野の挑戦状シリーズ - ゲーム内ゲームのメーカーに『TOMATO』がある。ロゴタイプが赤文字であるようにアーケードゲームメーカーである旧ナムコのパロディであり、イタリアントマトがネーミングの由来。全作共通の1UPアイテムとして本物のトマトの中に“1UP”の文字がある。

その流れにより、旧ナムコ作品を原作とした映像作品（実写・アニメとも）におけるプロダクトプレイスメントにもイタリアントマト社に直接許諾する形で劇中店舗として度々登場する。『アイドルマスターシリーズ』、『鉄拳シリーズ』、『パックワールド』などが該当する。